# NGC 7310
NGC 7310 est une vaste galaxie spirale relativement éloignée et située dans la constellation du Verseau. Cette galaxie a été découverte par l'astronome américain Francis Leavenworth en 1885.
La vitesse de NGC 7310 par rapport au fond diffus cosmologique est de 9 563 ± 103 km/s, ce qui correspond à une distance de Hubble de 141,0 ± 10,1 Mpc (∼460 millions d'al).
La classe de luminosité de NGC 7310 est II-III et elle présente une large raie HI.
Selon la base de données NASA/IPAC, les galaxies NGC 7310 et ESO 533- G 048 forment une paire. La distance de Hubble d'ESO 533- G 048 est égale à 78,03 ± 5,47 Mpc (∼255 millions d'al), ce qui est largement inférieure à celle de NGC 7310. Il s'agit donc d'une paire purement optique.

## Classification
Les avis diffèrent au sujet de la classification de cette galaxie. Pour le professeur Seligman, il s'agit d'une galaxie spirale intermédiaire. Pour Wolfgang Steinicke et la base de données HyperLeda, c'est un galaxie spirale barrée,. Pour la base de données NASA/IPAC, c'est une galaxie spirale ordinaire. On ne voir aucune barre au centre de cette galaxie sur l'image du relevé Pan-STARRS et deux de ses bras semblent partir du noyau. La classification de spirale ordinaire semble mieux décrire cette galaxie.